# Diocèse d'Augsbourg
Le diocèse d'Augsbourg (en latin : dioecesis Augustanus Vindelicorum ; en allemand : Bistum Augsburg ; en bavarois : Bistum Augschburg) est une Église particulière de l'Église catholique en Bavière (Allemagne). Son siège est la cathédrale Notre-Dame d'Augsbourg. Érigé au VIe siècle, ce diocèse est un des diocèses historiques de la Souabe. Depuis 1818, il comprend la Souabe bavaroise et est suffragant de l'archidiocèse de Munich et Freising. 
Le diocèse constitua une principauté ecclésiastique du Saint-Empire romain germanique qui demeura suffragante de l'ancienne province ecclésiastique de Mayence, jusqu'à sa médiatisation en 1803.

## Territoire
Le diocèse d'Augsbourg couvre l'actuel district de Souabe, à l'exception de Sielenbach.
Il comprend aussi une partie de la Haute-Bavière, à savoir : la majeure part de l'arrondissement de Starnberg et de celui de Pfaffenhofen an der Ilm ainsi que l'arrondissement de Weilheim-Schongau, à l'exception de Wildsteig, Rottenbuch, Böbing, Peiting, Hohenpeissenberg et Eglfing.

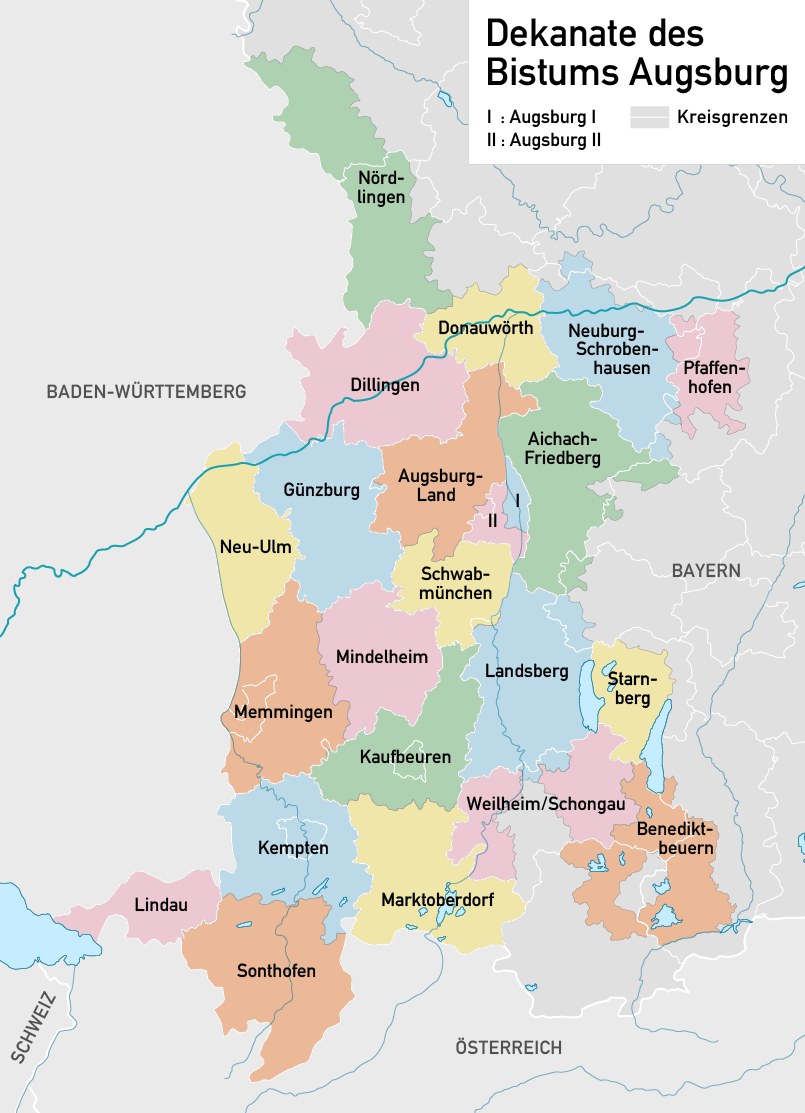
Carte des doyennés du diocèse d'Augsbourg.

## Cathédrales
La cathédrale Notre-Dame d'Augsbourg, dédiée à Marie, est la cathédrale du diocèse.
La basilique Saint-Pierre de Dillingen, dédiée à l'apôtre Pierre, est la cocathédrale du diocèse ainsi qu'une église paroissiale et, depuis le 11 octobre 1979, une basilique mineure.
L'église paroissiale Saint-Pierre de Neubourg-sur-le-Danube était la cathédrale de l'ancien diocèse de Neubourg au 8e siècle.

## Basiliques mineures
Outre la basilique Saint-Pierre de Dillingen, le diocèse d'Augsbourg compte cinq basiliques mineures :
- la basilique Saint-Benoît de Benediktbeuern, dédiée à saint Benoît, est l'église abbatiale de l'abbaye de Benediktbeuern et, depuis le 19 mai 1979, une basilique mineure ;
- la basilique Saint-Ulrich-et-Sainte-Afre d'Augsbourg, dédiée à saint Ulrich d'Augsbourg et à sainte Afre d'Augsbourg, est une église paroissiale et, depuis le 26 mai 1973, une basilique mineure ;
- la basilique de Kempten ;
- la basilique Saint-Michel d'Altenstadt, dédiée à l'archange saint Michel ;
- la basilique Saint-Alexandre-et-Saint-Théodore d'Ottobeuren, dédiée à saint Alexandre de Rome et à saint Théodore d'Octodure, est l'église abbatiale de l'abbaye d'Ottobeuren et, depuis le 25 novembre 1925, une basilique mineure.

## Évêques
L'actuel évêque d'Augsbourg est Bertram Meier depuis 2020. 

## Congrégations présentes
- Franciscaines de Dillingen

## Statistiques
| Période | Catholiques | Habitants          | Prêtres                                   | Baptisés par prêtre | Diacres | Religieux | Religieuses | Paroisses |  |
| ------- | ----------- | ------------------ | ----------------------------------------- | ------------------- | ------- | --------- | ----------- | --------- |  |
| 1959    | 1 385 803   | 1 657 371 (83,6%)  | 1 628 (1 253 diocésains et 375 réguliers) | 851                 |         | 345       | 5 215       | 948       |  |
| 1970    | 1 500 598   | 1 842 911 (81,4%)  | 1 105 (1 105 diocésains et ? réguliers)   |                     | 3       |           | 3 500       | 1 020     |  |
| 1980    | 1 554 000   | 1 900 000 (81,8%)  | 1 340 (960 diocésains et 380 réguliers)   | 1 159               | 24      | 716       | 4 400       | 1 032     |  |
| 1990    | 1 457 417   | 1 967 498 (74,1%)  | 1 267 (842 diocésains et 425 réguliers)   | 1 150               | 81      | 752       | 3 347       | 997       |  |
| 2000    | 1 536 010   | 2 204 626 (69,7%)  | 1 012 (813 diocésains et 199 réguliers)   | 1 517               | 113     | 308       | 2 239       | 1 000     |  |
| 2006    | 1 493 282   | 2 262 963 (66,0%)  | 1 091 (762 diocésains et 329 réguliers)   | 1 368               | 138     | 558       | 1 837       | 1 001     |  |
| 2012    | 1 351 703   | 2 298 454 (58,8%)  | 1 019 (711 diocésains et 308 réguliers)   | 1326                | 158     | 597       | 1 448       | 1 004     |  |
| 2018    | 1 298 482   | 2 401 293 (54,1%)  | 933 (647 diocésains et 286 réguliers)     | 1 391               | 173     | 549       | 1 030       | 998       |  |
| 2020    | 1 296 200   | 2 438 241 (53,2 %) | 829 (624 diocésains et 205 réguliers)     | 1563                | 181     | 390       | 1 021       | 996       |  |

On constate une chute du nombre des baptêmes catholiques, surtout depuis les années 1990, et un effondrement des vocations féminines.